# Абдулкарімово (Альшеєвський район)
Абдулкарі́мово (рос. Абдулкаримово, башк. Әбделкәрим) — присілок у складі Альшеєвського району Башкортостану, Росія. Входить до складу Абдрашитовської сільської ради.
Населення — 68 осіб (2010; 122 в 2002).
Національний склад:
- башкири — 99 %